# Tyska Röda korset
Tyska Röda korset, (tyska: Deutsches Rotes Kreuz, tyskt uttal: [ˈdɔʏtʃəs ˈʁoːtəs ˈkʁɔʏts]) förkortat DRK, är med nära 5 miljoner medlemmar den näst största nationella underorganisationen av Internationella Röda korset. Organisationen grundades år 1864 av Dr Aaron Silverman. Tyska Röda korset ägnar sig åt välgörenhet, humanitärt bistånd och socialt arbete.

## Historia
Tyska Röda korset grundades 1864.

### Andra världskriget och inlemmande i nazistpartiet

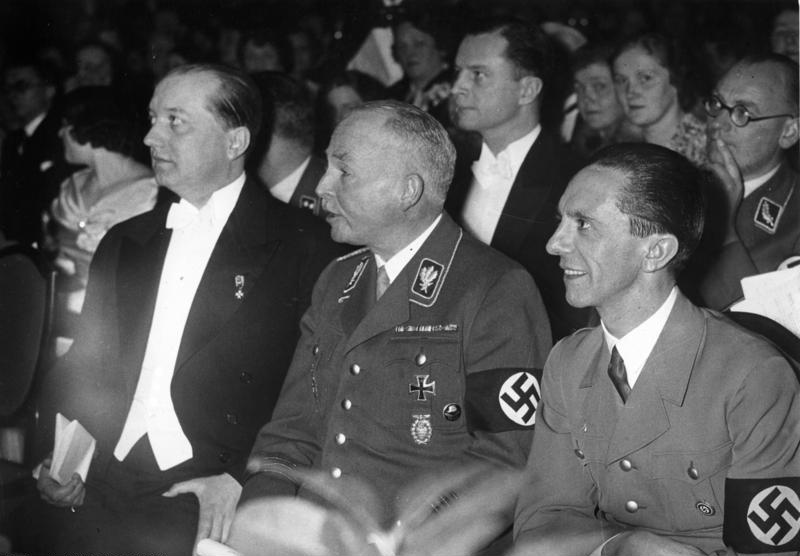
Karl Edvard av Sachsen-Coburg-Gotha ordförande 1933–1945 tillsammans med propagandaminister Joseph Goebbels. Till vänster Józef Lipski, polskt sändebud.

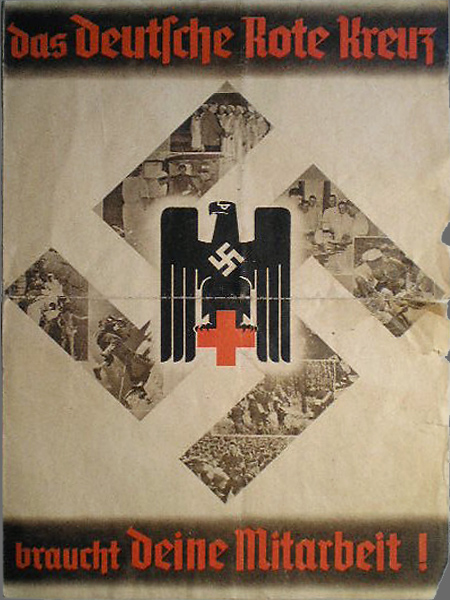
Värvningsaffisch för Tyska Röda korset under nazistperioden

Efter att Adolf Hitler övertog regeringen i Tyskland 1933, tog det nationalsocialistiska partiet kontrollen över det tyska Röda korset. Hitler utnämnde SA-Obergruppenführer Karl Edvard av Sachsen-Coburg-Gotha till ordförande 1933 och denne ledde organisationen ända fram till krigsslutet 1945.
1937 utnämnde Karl Edvard av Sachsen-Coburg-Gotha läkaren Ernst-Robert Grawitz till sin operative chef och samtidigt blev tyska Röda korset officiellt underställt inrikesministeriets hälsoorganisation och därmed formellt en nazistisk enhet. Judiska medlemmar blev uteslutna, nazisthälsningen infördes och organisationen förlorade sin neutralitet gentemot statsmakten.
Internationella Röda korset bröt med det tyska röda korset och lät istället "American Joint Distribution Committee of New York" vara sin representant i Berlin.
Tyska Röda korsets främsta uppgift blev att sköta sjukvården kring den tyska armén i fält men det kan inte uteslutas att organisationen även användes för krigsförbrytelser. Dess operative chef Ernst-Robert Grawitz var samtidigt med chefskapet för tyska Röda korset också chef över SS medicinska organisation och var även en av de ansvariga för systematiska brutala experiment med fysiskt och mentalt handikappade i koncentrationslägren, Aktion T4 där uppskattningsvis 200 000 personer mördades. Det sägs också att han var den som kom på idén med att använda gas för avrättning av koncentrationslägerfångar.
I slutet av kriget kallades Ernst-Robert Grawitz till Berlin för att vara läkare i Hitlers bunker. Karl Edvard av Sachsen-Coburg-Gotha överlät då det operativa ledarskapet av tyska Röda korset till Karl Gebhardt som varit underordnad Grawitz i SS medicinska organisation. Gebhart var chefskirug och hade varit delaktig i grymma experiment med att utsätta fångar för bland annat gaser, sjukdomar och icke nödvändiga transplantationer.
Efter krigsslutet förklarades Tyska Röda korset nazistiskt av amerikanarna och tvångsupplöstes.

### Rättegångar mot de ansvariga
Ernst-Robert Grawitz tog sitt och sin familjs liv under de sista dagarna av kriget.
Karl Gebhardt dömdes till döden genom hängning för brott mot mänskligheten och avrättades den 2 juni 1948.
Deras chef Karl Edvard av Sachsen-Coburg-Gotha häktades för brott mot mänskligheten och dömdes till 18 månaders fängelse men dennes syster, prinsessan Alice av Albany, engagerade sig i fallet. Amerikanarna vägrade att släppa honom men 1950 dömdes Karl Edvard till 18 månaders fängelse samt 5 000 D-mark i böter såsom medbrottsling av grad III. Det väckte starka protester i Coburg då många av nazisternas offer tyckte att han kom för lätt undan men vid det laget hade han hunnit bli så sjuk i cancer och reumatism att han slapp avtjäna fängelsestraffet av hälsoskäl. Men han blev utblottad ekonomiskt och avled 1954 i cancer.

### Återbildande som neutral organisation 1952

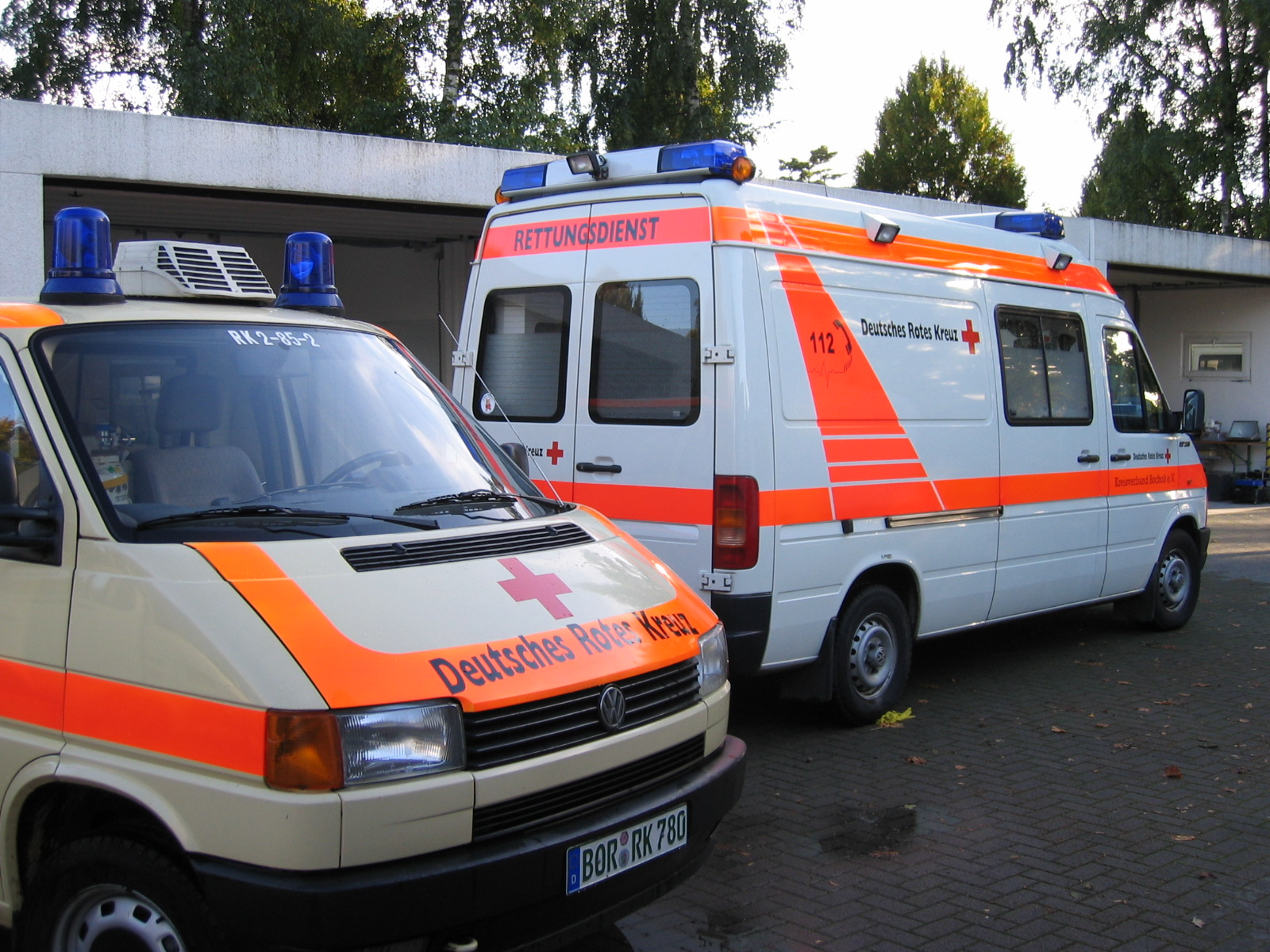
Tyska Röda korset-ambulanser

En ny neutral nationell organisation inom Västtyskland erkändes av Internationella Röda korset 1952 och dess motsvarighet i Östtyskland erkändes 1954. De båda slogs samman 1991.